# U. S. Robotics
U.S. Robotics (скорочено USR) — компанія, яка розробляє USRobotics модеми та супутні технології. У 1980-х компанія продавала високошвидкісні модеми, також вона мала репутацію за високу якість і сумісність зі стандартами зв'язку. USR є однією з небагатьох компаній, яка залишилася на ринку модемів.

## Історія
USR була заснована в 1976 році в місті Чикаго, штат Іллінойс (а потім переїхала до Скоки, штат Іллінойс), групою підприємців, в тому числі Кейсі Коуелл, який був генеральним директором протягом більшої частини існування компанії та Пол Коллард, який займався проектуванням модемів в середині 1980-х. Назва компанії є посиланням на вимисел Айзека Азімова, якому приписують винахід терміна робототехніки. В творах Азімова про роботів згадується видумана компанія U.S. Robots and Mechanical Men. Коуелл заявив на популярній конвенції BBS, що вони назвали компанію як данину поваги Азімову і тому, що в його науковій фантастиці U.S. Robotics стала «найбільшою компанією у всесвіті». Пізніше у 2004 році у фільмі Я, робот, який був знятий за мотивами робіт Азімова, та знятий у Чикаго, була використана назва «U.S. Robotics» для вигаданої компанії-виробника роботів. Логотип компанії у фільмі схожий на минулий логотип дійсно існуючої компанії U.S. Robotics. З виходом фільму, компанія U.S. Robotics офіційно змінила свою назву на USR.
USR була однією з багатьох компаній, що запропонували модеми для персональних комп'ютерів. Ще до розробки стандартів, таких як сімейство протоколів V.32, USR впровадив власний HST (для високошвидкісної передачі даних) протокол в 1986 році, який діяв з 9600 біт в секунду. У 1989 HST був розширений до 14,4 кбіт/с, в 1992 році — 16,8 кбіт/с, і, нарешті, 21 кбіт/с та 24 кбіт/с.
USR не була єдиною компанією, яка виготовляла модеми з фірмовими протоколами; протоколи серії TrailBlazer компанії Telebit мали швидкість до 19,2 кбіт/с (перша модель), також компанія Hayes представила 9600 біт/с Експрес-96 (або «пінг-понг») системи. Тим не менше, USR стала найуспішнішою з трьох у зв'язку з маркентинговою схемою, яка пропонувала великі знижки на BBS CicOn.

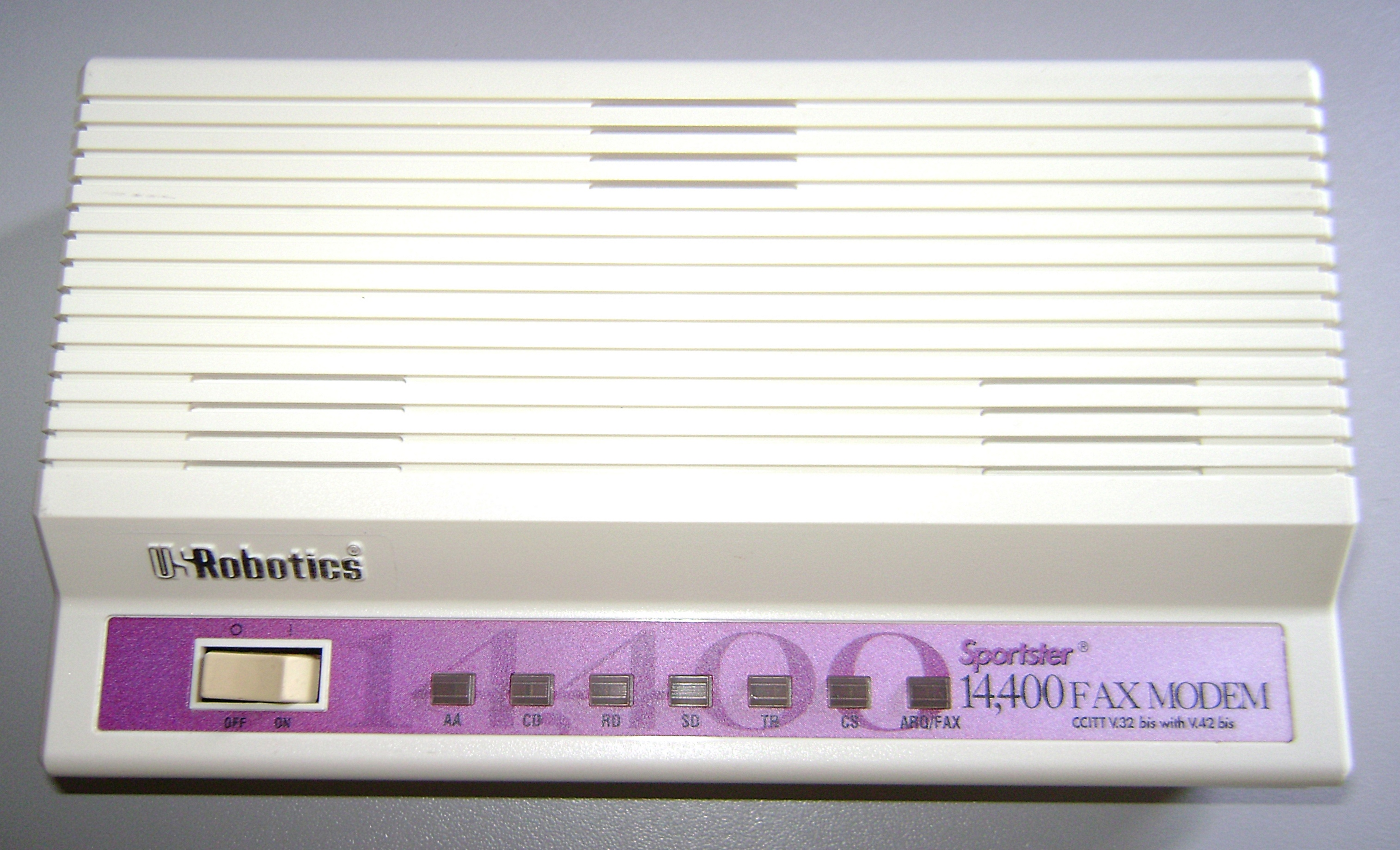
U.S. Robotics Sportster 14,400 Модем факсу (1994)

Вузькоспеціалізовані HST дозволили зберегти USR своє панування над ринком, навіть коли V.32-модеми почали продавати за меншу ціну ніж еквівалентні HST модеми. Оскільки різниця в ціні знизилася, V.32-модеми врешті-решт стали економічно ефективною альтернативою HST. Тим не менше, USR підтримали своїх користувачів, створивши трохи швидші HST протоколи (зокрема, 16,8 кбіт/с режим) і виробляючи модеми «подвійного стандарту», які були сумісні з обома HST і V.32 модемами на високих швидкостях.
Протягом цього періоду, з'явилася вагома відмінність між дорогими та бюджетними серіями продуктів USR, внаслідок підтримки тільки V.32 режими на бюджетних Sportster моделях, а тим часом, моделі високого класу Courier підтримували V.32, HST, або обидва в Courier Dual Standard моделях. У Sportster була точно така ж материнська плата, як і в Courier, і на певних 14,4 кбіт/с моделях послідовність AT команд можуть забезпечувати включення швидшого 16,8 кбіт/с HST режиму. Модеми Courier залишаються популярними у BBS і виринають зі світу Internet service provider, де вони були відомі тим, що працювали без проблем протягом тривалого періоду часу (хоча початкове великомасштабне розгортання модемів Courier в мережі CompuServe виявило серйозну помилку, яка могла б призвести до краху модема та припинення відповіді на дзвінки на великих об'ємах викликів).

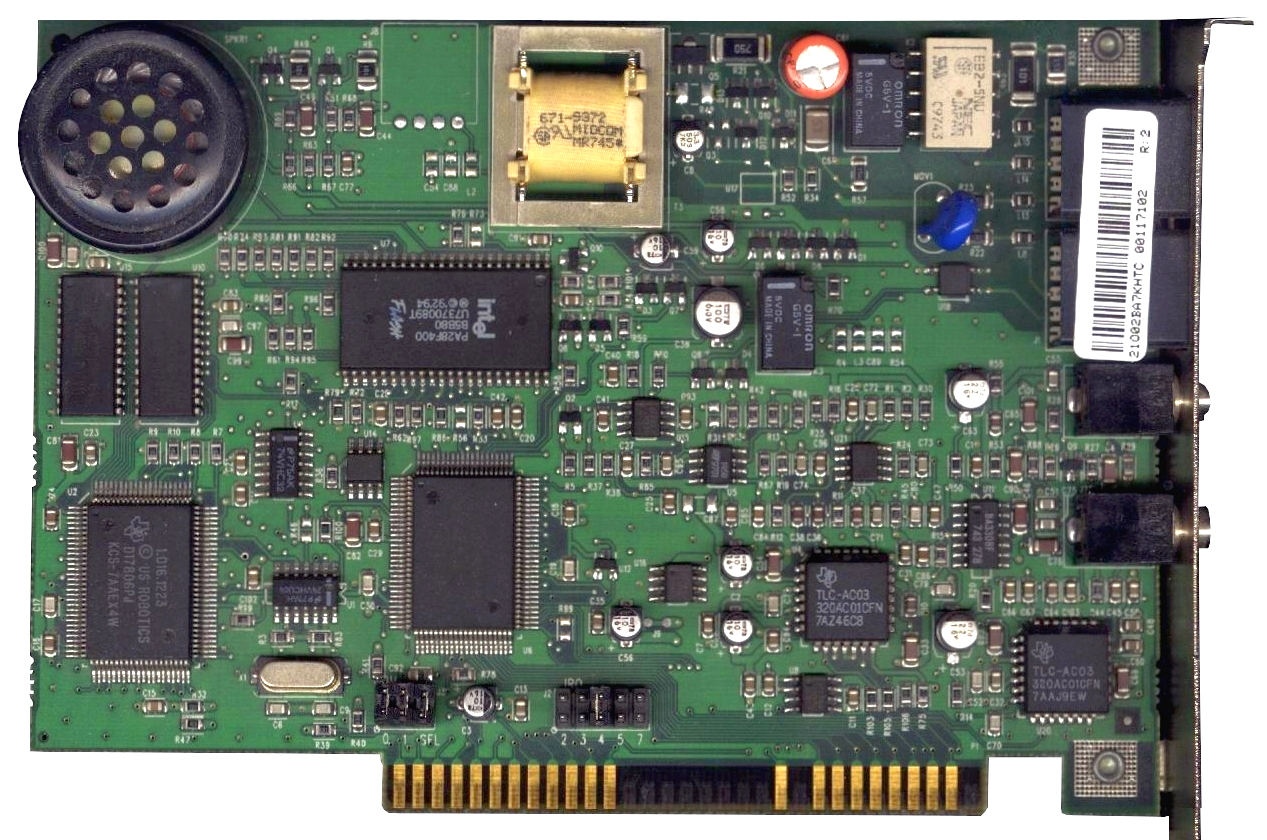
USR Sportster 56k 117102 ISA модем, що підтримує X2 і V.90

пізніше, коли з'явились 56 кбіт / с модеми, USR знову пішла своїм шляхом з технологією X2, осадив K56flex, ще до створення остаточно формального стандарту 56K. Після V.90 галузевий стандарт став доступним, внаслідок чого USR відмовилась від своїх власних протоколів. У рамках подальших зусиль щодо зниження роздрібних цін на модеми, USR також продавала Winmodem, які використовували програмне забезпечення, що працює на комп'ютері, для виконання деяких апаратних функцій модему.
Деякі моделі модемів Courier були відомі своєю довгостроковою здатністю для модернізації, тому що вони використовували розширення DSP дизайну. Наприклад, коли модем V.Everything був вперше випущений в 1994 році, він поставлявся тільки с підтримкою V.FC, тому що V.34 ще був на стадії розробки. Безкоштовне оновлення V.34 було зроблено пізніше, воно було доступне через FidoNet, а також через інтернет. USR тоді здивувала багатьох власників Courier V.Everything модемів тим, що їм був запропонований час безкоштовного оновлення прошивки, яке додало можливість швидкості 56K. Нарешті, USR випустило оновлення для V.90, яке було сумісним з X2-модернізованими модемами Courier V.Everything. Навіть у 1994 році апарати до V.34 можливо було повністю оновити до V.90 без апаратної модифікації. Багато модемів Courier V.Everything ще тривалий час (більш ніж 10 років) використовувались.
Для Flash поновлення деяких Courier V.Everything було необхідно мати ліцензійний ключ. Прошивка могла бути завантажена на модем, але тоді вона б працювала в старому режимі V.34. після сплати мита і маючи модемне з'єднання USR, ліцензійний ключ був встановлений, що відкривало доступ до функцій V.90.

## Перетворення
Після придбання Palm, Inc в 1995 році, USR об'єдналася з корпорацією 3Com в червні 1997 року. Компанія продовжила своє існування з відновленими силами як додаткове джерело доходу 3Com в червні 2000 року, включаючи всіх клієнтів модемного бізнесу компанії 3Com, за винятком тіє частини, що була пов'язана з Palm. Інші частини первісної USR залишилися частиною 3Com як корпорація CommWorks. USR потім швидко наростив свій ряд пристроїв, в тому числі не тільки традиційні телефонні модеми, а й проводові та бездротові компоненти мереж, хоча, станом на 2010, компанія орієнтована тільки на шлях традиційного модемного бізнесу. Компанія була придбана приватною фірмою Platinum Equity за неназвану суму грошових коштів у 2005 році. Вважають, що ця сума була в межах від 30 млн дол. США до 50 млн дол. США.